# بيدرو غونزاليس مارتينيز
بيدرو غونزاليس مارتينيز (بالإسبانية: Pedro González Martínez)‏ هو لاعب كرة قدم إسباني، ولد في 18 أبريل 1968 في فيلاركايو دي ميراينداد دي كاستيلا لافايجا في إسبانيا. شارك مع منتخب إسبانيا تحت 21 سنة لكرة القدم. أما مع النوادي، فقد لعب مع أتلتيكو مدريد ونادي إشبيلية ونادي إكستريمادورا ونادي بورغوس.

## وصلات خارجية
- بيدرو غونزاليس مارتينيز على موقع قاعدة بيانات كرة القدم.إي يو (الإنجليزية)
- بيدرو غونزاليس مارتينيز على موقع عالم كرة القدم.نت (الإنجليزية)